# Керманшах (остан)
Керманшах (на персийски: کرمانشاه) е един от 31 остана на Иран. Разположен е в западен Иран, включен е в административния Регион 4. Заема площ около 25 000 km² , населението е близо 2 милиона. Административен център е град Керманшах. Територията на остана е заселена от праисторически времена, била е част на Мидийското царство и притежава паметници на древни персийски династии.

## История
Територията на Керманшах е заселена от праисторически времена. В пещерите на остана са намерени следи от човешкото присъствие през палеолита, при археологическите разкопки на някои тепета в района са открити селища от времето на неолита. Мидийците завладяват региона през третото хилядолетие пр.н.е., навлизайки в него по древен път, свързващ Месопотамия с Иранско плато. Сасанидите включват тази територия в своето царство и се предполага, че названието ѝ е свързано с титлата Керман Шах на владетеля Бахрам IV. В арабските хроники регионът се споменава с името Гармисин (Гермисин, Кирмисин). Той е имал важно значение, тъй като през него е минавал маршрутът на керваните между Централна Азия и Средиземноморските страни.
Дейлемитите се появяват на тази територия в края на първото хилядолетие от н.е. Градът Керманшах се развива и просперира при управление на Буидите. През този период възниква и се усилва влиянието на местните кюрдски династии, борбите между тях имат пагубен ефект върху икономическото състояние на областта. Около средата на 11-и век на власт идват Селджуците, като при тях Керманшах все още запазва своето военно и икономическо значение. По това време градът Керманшах е кръстовище на две търговски артерии – пътя, свързващ Багдад с Хорасан, и връзката между Табриз и Ардабил. Това географско положение става причина Керманшах да се превърне в арена на регионални войни, които продължават повече от столетие.
След края на монголското присъствие Керманшах се превръща в стратегически важна гранична зона между Сефевидската и Османската империи. Всяка от тях използва в борбата за контрола над тази зона вождовете на местните кюрдски племена. За власт над региона се бият и афганските племена. Територията минава под иранско управление, когато на военната сцена се появява Надерголи Голи Бейг Афшар (бъдещият Надер Шах), който успява да изгони от нея както афганците, така и османците.
След смъртта на Надер Шах в региона управлява династията на Зенди, в края на 18-и век на власт идват Каджарите. В първите години на 19-и век Керманшах в качеството си на регион, важен за възпиране на османците от Ирак, е укрепван и развиван, но скоро лошото управление на поредния шахски наместник води до неговия упадък. Регионът е неспокоен през целия 19-и век, с много бунтове и въстания на местните племена.
В началото на 20-и век част от населението на остана активно се включва в подкрепата на Конституционната революция на Иран. Местната власт обаче, настроена против конституционната реформа, организира бунтове срещу централното правителство. Контролът над Керманшах се възстановява през 1912 г.
По време на Първата световна война на територията на Иран се сблъскват интересите на османците и техните германски съюзници с тези на Великобритания и Русия. Турция изпраща войски в Керманшах, който съгласно Англо-руско съглашение от 1907 г. е зона на руското влияние. През 1915 г. консулите на Русия и Великобритания напускат Керманшах. Турция завзема региона през 1916 г. и позволява създаването на местна временна власт. След възстановяването на иранския суверенитет над областта и до края на съществуването на Каджарската династия Керманшах се управлява от военни наместници на шаха.
При последвалото управление на династията Пахлави населението на остана се включва в движението за национализация на нефтодобивната индустрия и участва в демонстрациите в подкрепа на демократично избрания премиер-министър Мохамад Мосадек.
През 1980 г. започва Ирано-иракската война. Военните действия засягат граничните региони на Керманшах, Гаср-е Ширин и Сарпол-е Захаб.
През 20-и век се установяват и няколко пъти се променят както границите на остана, така и неговото вътрешно административно разделяне. Названието на провинцията също претърпява промени. Скоро след създаването си през 1979 г. Ислямската република в стремежа си да заличи символите, свързани с предишното шахско управление, променя топонимите, включващи „шах“ – градът Керманшах става Иман-шахр, след това Кахраман-шахр, останът се нарича Керманшахан. По-късно на остана и града дават име Бахтаран. Историческото им название се възстановява в началото на 90-те години на 20-и век.

## География
Остан Керманшах граничи на запад с Ирак и с останите Кюрдестан на север, Лурестан и Хамадан на изток и Илам на юг.
Територията на остана в по-голямата си част е заета от планините на Загрос. Те са най-високи в източните му райони и постепенно намаляват на запад. На югоизток се простира веригата Парав, от която има изглед към град Керманшах. Най-високата планина в остана, Далахани, с височина 3350 m, се намира в североизточната част на провинцията, между градовете Сонгор и Кангавар. Средната надморска височина в северните и източните райони е около 1800 m.
Планините в източната част на остана се пресичат от относително големи реки. Най-дългата река е Гамасияб.
Климатът на региона се определя от стигащите до Загрос въздушни потоци от Средиземно море. Планинските райони са с меко лято и студени снежни зими, западните части на остана имат по-топъл климат. Максималните летни температури са през месеците юли и август и стигат до над 37°C. Средните стойности на минималните зимни температури са отрицателни, най-ниските, около -4°C, са през януари. В планините годишните валежи са около 700 mm, в района около град Керманшах около 400 mm.

## Административно деление
Всеки остан в Иран се дели на шахрестани, които се състоят от бахши, те на свой ред съдържат най-малките административни единици – дехестани. Административният център на шахрестан е град, който носи името на шахрестана. Остан Керманшах е разделен на 14 шахрестана. Данните за населението на шахрестаните са от националното преброяване през 2016 г.
| Карта на остан Керманшах | Шахрестан | Население |
| ------------------------ | --------- | --------- |
|                          |           |           |
| Есламабад-е Гарб         | 140 876   |           |
| Паве                     | 60 431    |           |
| Салас-е Бабаджани        | 35 219    |           |
| Джаванруд                | 75 169    |           |
| Далаху                   | 35 987    |           |
| Равансар                 | 47 657    |           |
| Сарпол-е Захаб           | 85 342    |           |
| Сонгор                   | 81 661    |           |
| Сахне                    | 70 757    |           |
| Гаср-е Ширин             | 23 929    |           |
| Керманшах                | 1 083 833 |           |
| Кангавар                 | 76 216    |           |
| Гилан-е гарб             | 57 007    |           |
| Харсин                   | 78 350    |           |

## Население
Съгласно националното преброяване през 2016 г. населението на остана е 1 952 434 души, от тях около 75% живеят в градовете. 85.4% от населението е грамотно (възрастова група над 6 г.).
Етническото мнозинство са кюрди, като отделните райони на остана са населени с различни племена – Баджалан, Гуран, Калхор, Зангане. Малцинствените групи са персийци, лури и араби. Основната религия е шиитски ислям.

## Икономика
Остан Керманшах с неговите подходящи климатични характеристики и плодородни земи е един от основните земеделски регионите на Иран. Почти една трета от територията на остана е заета от алувиални почви и над 80% от приблизително 820 000 ha обработваема земя са обект на неполивно земеделие. Произвеждат се пшеница, ечемик, захарно цвекло. В долините се гледат картофи, бобови, зеленчуци. Провинцията е известна в страната със своето грозде и ябълки, произвеждат се също цитрусови плодове, нар, различни видове ядки и фурма. Голям дял в селската икономика заема животновъдството. Отглеждат се овце, кози, говеда, домашни птици, в някои райони се практикува рибовъдство и пчеларство.
Основният промишлен отрасъл на остана е добивът и преработката на петрола. На неговата територия се намира петролно находище, което се експлоатира от 1927 г. През 1971 г. тук започва да работи голяма петролна рафинерия. Изградена с дневен капацитет от 30 000 барела, тя покрива съществена част от нуждите на западните региони на Иран. Другите индустриални дейности в Керманшах са свързани с текстилни компании с местно значение и големи захарни фабрики. Освен тях има предприятия на хранително-вкусовата, електротехническата и строителната промишлености. Произвежда се цимент, добива се мрамор и варовик.
Съществен дял в икономиката на остана заемат ръчните занаяти и туризмът.

## Образование
Остан Керманшах разполага с 24 научни и образователни организации. Освен филиалите на Свободен ислямски университет и на Университета Паям-е Нур в града Керманшах се намират:
- Медицински университет
- Технически университет
- Университет Рази

## Забележителности
На територията на остан Керманшах има значими исторически забележителностите, някои от които са включени в списъка за културно наследство на ЮНЕСКО. Природните забележителности включват високопланински езера и пещери.
- Комплекс Бисотун в шахрестан Харсин с прочутите скални надписи от епохата на Ахеменидите;
- Таг-е Бастан – археологически парк със скални барелефи на царете от епохата на Сасанидите;
- Археологически комплекс в Кангавар с руини от епохите на Сасанидите и Селевкидите;
- Мост Пол-е Кохне в шахрестан Керманшах от епохата на Сасанидите;
- Такийе Моавен ал-Молк – шиитски храм в град Керманшах от епохата на Каджарите;
- Селище Гандж Даре с руини от новокаменна епоха в шахрестан Харсин;
- Археологически комплекс в град Гаср-е Ширин.
- Пещера Парав – с дълбочина близо 750 m е най-дълбоката в Иран, намира се на около 12 km от град Керманшах;
- Пещера Доашкафт на около 5 km от град Керманшах;
- Защитена водна зона Хашилан с обща площ над 450 ha и с около 110 малки и големи острови. Названието Хашилан в превод от кюрдски означава „Гнездо на змеи“.
- Сараб-е Нилуфар – езеро с водни лилии, включено в националния списък на Иран за природно наследство.